# Caméra d'action
Une caméra d'action (en anglais : action cam), aussi appelée « caméra sportive » ou « caméra embarquée », est une caméra numérique utilisée pour filmer tout en étant immergé dans l'action. Les caméras d'action sont habituellement compactes, robustes et résistantes à l'eau, voire totalement étanches. Elles sont le plus souvent dotées d'un objectif de type grand angle permettant de capter un maximum de l'action en cours

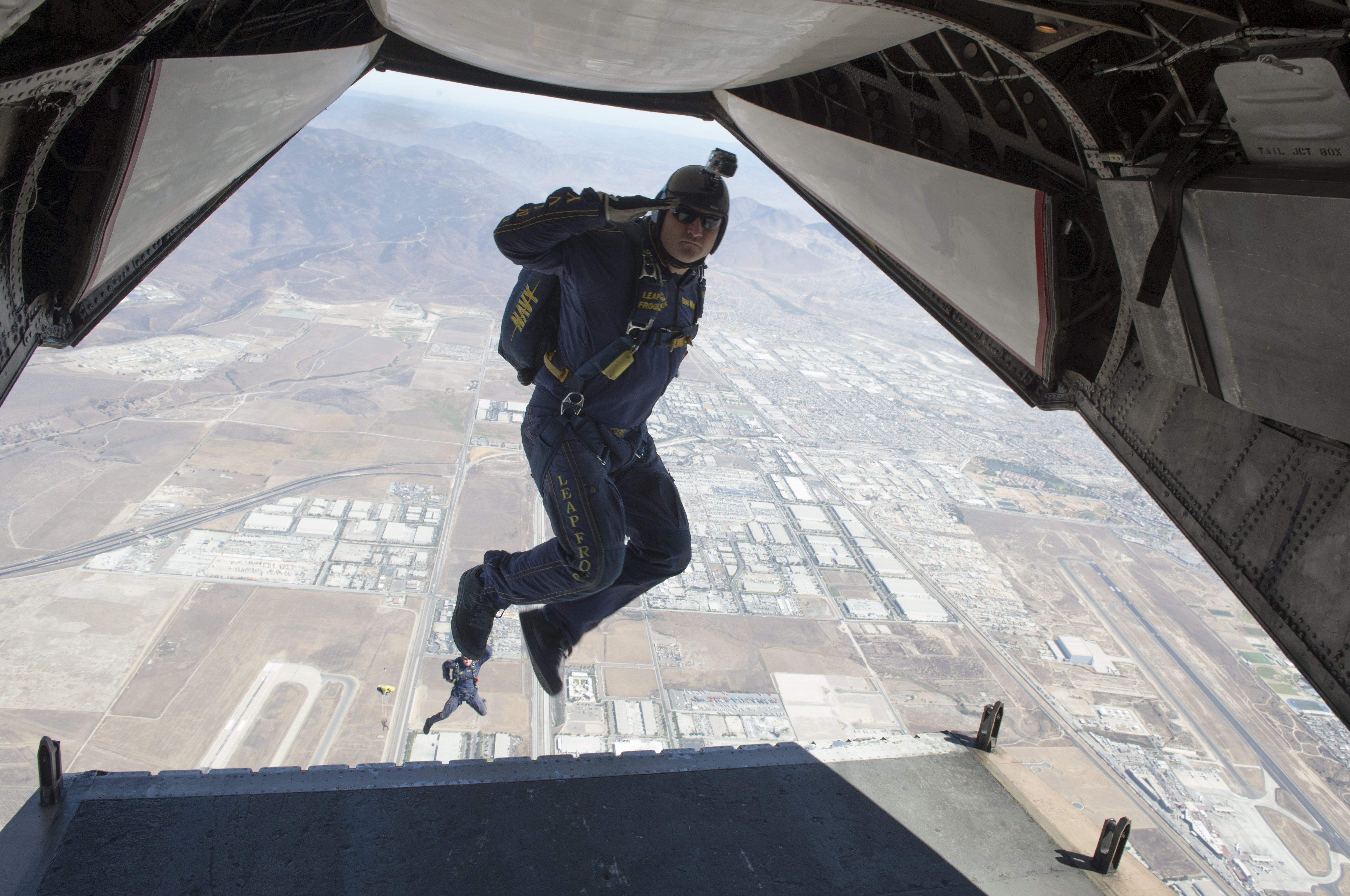
Un parachutiste de l'US Navy porteur d'une caméra (fixée sur son casque) lors d'un saut.

## Utilisation
Les caméras d'action sont liées aux sports de plein air et aux sports mécaniques et sont souvent fixées aux casques, aux guidons, etc.. Elles sont fréquemment utilisées dans un caisson étanche qui confère à la caméra une plus grande résistance aux chocs et aux divers éléments comme l'eau, le sable ou la boue. Pour simplifier leur utilisation, les caméras d'action sont souvent liées à des applications permettant par exemple la visualisation en direct sur un smartphone ou une tablette, ou le montage vidéo.
Les fichiers vidéo sont enregistrés et sauvegardés sur une carte mémoire.

## Fabricants
Ce type de caméra est fortement associé à la marque californienne GoPro, qui l'a popularisé. Plusieurs autres acteurs sont présents sur ce marché, tels que Sony et sa gamme Action Cam, Kodak ou Xiaomi. Par ailleurs, de nombreuses caméras d'action concurrentes ont des adaptateurs de montage leur permettant d'utiliser les accessoires conçus pour les GoPro.
Outre la gamme des GoPro, d'autres modèles de caméras d'action incluent (liste non exhaustive) :
- Sony HDR-AS10, HDR-AS15 and HDR-AS30V[2]
- Garmin VIRB[3]
- Panasonic HX-A500E[4]
- Toshiba Camileo X-Sports[5]
- Polaroid Cube[6]
- TomTom Bandit[7]
- Drift Ghost-S, Stealth 2 and Compass[8]
- Xiaomi YiCamera[9]
- Ricoh WG-M1 (en)
- T'nB CAMERA SPORT 4K WIFI[10]
- Maxxter ACT-ACAM4K[11]
- Les caméras PNJ[12].

## Évolutions

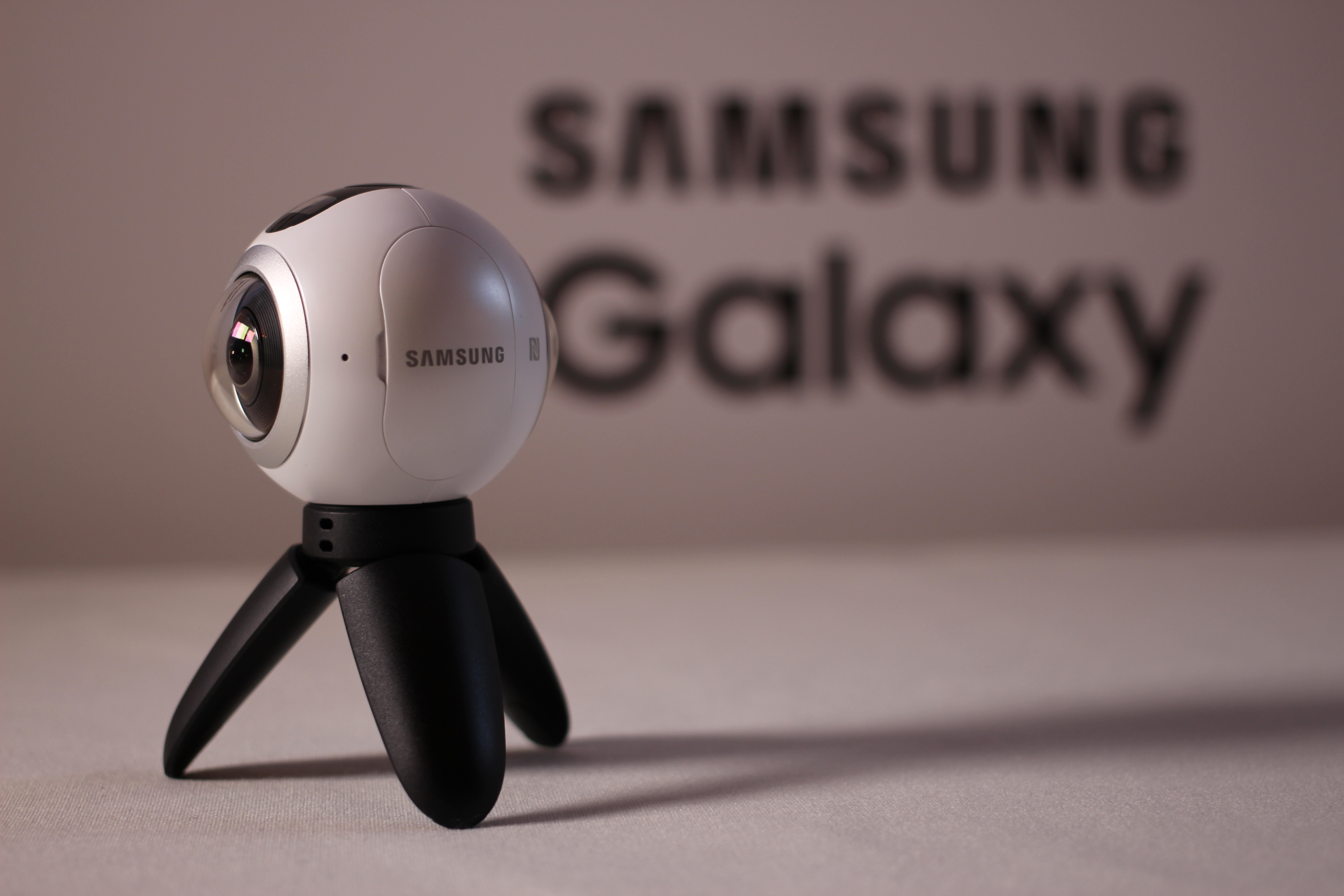
Action Cam Gear 360.

Le marché des caméras d'action gagnant en maturité, les différents fournisseurs cherchent à innover. Au-delà de l'amélioration constante de la qualité d'image, plusieurs fabricants proposent à présent des caméras d'action permettant d'effectuer des vidéos à 360°.
Ces caméras sont composées d'au moins deux capteurs vidéos grand angle. Les deux images produites sont ensuite combinées. Il existe par exemple :
- GoPro qui propose la GoPro Fusion 360[13]
- Xiaomi et la Mijia sphere[14]
- Samsung et la Gear 360.
- Garmin et la Virb 360

## Accessoires
Une partie du marché des caméras d'action est constituée d'accessoires et de supports de toutes sortes permettant de fixer les caméras à peu près partout et en toutes circonstances.